# سیلواین ژبوهو
سیلواین ژبوهو (انگلیسی: Sylvain Gbohouo؛ زادهٔ ۲۹ اکتبر ۱۹۸۸) یک بازیکن فوتبال اهل ساحل عاج است.
وی همچنین در تیم ملی فوتبال ساحل عاج بازی کرده‌است.